# آلکسی ریدیگر

آلکسی دوم

آلکسی میخایلوویچ ریدیگر (به لاتین: Aleksei Mikhailovich Ridiger) یا آلکسی دوم (Alexy II؛ ۲۳ فوریهٔ ۱۹۲۹ – ۵ دسامبر ۲۰۰۸) رهبر پیشین کلیسای ارتدکس روسیه در سال ۱۹۲۹ در استونی به دنیا آمد. آلکسی دوم به دنبال فروپاشی اتحاد جماهیر شوروی، به احیای کلیسای ارتدکس شرقی که در زمان شوروی سرکوب می‌شد، پرداخت. آلکسی دوم پانزدهمین رهبر کلیسای ارتدوکسال روسیه از سال ۱۹۸۹، زمان پا گرفتن کلیسای‌های روسیه بود. وی در تابستان سال ۱۹۹۰ در کلیسای جامع ارتدوکسال روسیه به این مقام برگزیده شد و به مدت ۱۸ سال رهبری کلیسای ارتدوکسال روسیه بود. نام الکسی دوم با دوره احیای معنوی روسیه عجین شده است. در زمان حیاتش کلیسای ارتدکس روسیه امکان آزادی فعالیت مذهبی، آموزشی و خیره را پیدا کرد و در کنار احیای کلیساهای مختلف، هزاران صومعه، دیر و بیش از صد مرکز آموزش مذهبی دایر ساخت.
برخی آلکسی دوم را نماد مقاومت در برابر کمونیسم و اتحاد جماهیر شوروی می‌دانند. زمانی که استالین در روسیه به قدرت رسید بر اساس مخالفت شدیدش با مذهب و هر آیین دینی دستور به تخریب کلیسای جامع ارتدوکس روسیه را داد که بر اساس آن این کلیسا با خاک یکسان شد. کلیسای جامع ارتدوکس روسیه تا پایان حیات اتحاد جماهیر شوروی هرگز پا نگرفت و نتوانست دوباره بازسازی شود تا این که پس از فروپاشی اتحاد جماهیر شوروی و روی کار آمدن بوریس یلتسین، رئیس‌جمهوری پیشین روسیه و نخستین رئیس‌جمهوری این کشور پس از فروپاشی کمونیسم، به واسطهٔ دوست صمیمی و بسیار نزدیکی که با وی داشت، توانست کلیسای جامع را نو بسازد و پس از آن با حمایت ولادیمیر پوتین بر عظمت و بزرگی آن بیفزاید.

## زندگی‌نامه
الکسی دوم در فوریهٔ ۱۹۲۹ در خانواده مذهبی در شهر تالین، پایتخت استونی به دنیا آمد و از کودکی در کلیسا تحت نظر پدرش که روحانی مسیحی بود خدمت می‌کرد. وی از سال ۱۹۴۴ تا ۱۹۴۷ کشیش رسمی کلیسای پاول در تالین بود و در مدرسه روسی تحصیل کرد و در سال ۱۹۴۷ برای ادامه تحصیل به سنت پترزبورگ رفت و در سال ۱۹۶۱ به معاونت امور بین‌الملل کلیسای ارتدوکس روسیه انتخاب شد و تا رسیدن به مقام اسقف اعظم مناصب متعددی را در جامعه روحانی شوروی بر عهده داشت.